# 科學和技術政策辦公室
科學和技術政策辦公室（英語：Office of Science and Technology Policy，缩写：OSTP），是美國總統行政辦公室的一部分，為美國總统提供相關諮詢，它为白宫提供了大量的科技政策。現任主席是阿拉蒂·普拉巴卡，於2022年10月3日就任。

## 歷任主席
- 蓋福德·史蒂弗（Guyford Stever），1976年-1977年。
- 弗蘭克·普萊斯（Frank Press），1977年-1981年。
- 喬治·A·凱沃斯二世（George A. Keyworth II），1981年-1985年。
- 威廉·羅伯特·格雷厄姆（William Robert Graham），1986年-1989年。
- 戴維·艾倫·布羅姆利（D. Allan Bromley），1989年-1993年。
- 約翰·H·吉本斯（英语：John H. Gibbons (scientist)）（John H. Gibbons），1993年-1998年。
- 尼爾·法蘭西斯·蘭（Neal Francis Lane），1998年-2001年。
- 約翰·馬伯格（John Marburger），2001年-2009年。
- 約翰·霍爾德倫（John Holdren），2009年-2017年。
- 凱爾文·卓格邁爾（Kelvin Droegemeier），2019年-2021年。
- 埃里克·蘭德（Eric Lander），2021年-2022年。
- 阿拉蒂·普拉巴卡（Arati Prabhakar），2022年-至今。

## 外部連結
- 官方網站 （页面存档备份，存于）
- 科學和技術政策辦公室 （页面存档备份，存于）
- 科學和技術政策辦公室的國會議題 （页面存档备份，存于）